# 医師不足

OECD諸国の人口あたり医師数(横軸)と受診回数(縦軸)

医師不足（いしぶそく）とは、医師の数が、医療を必要としている人数に比べて不足すること。
本項では20世紀末以降の日本における医師不足について記述する。

## 歴史と背景
|          | 人口1000人あたり ベッド数 | 平均入院 日数 | 長期病床数 | 人口1000人 あたり医師数 | 1000病床 あたり医師数 | 人口1000人あたり 看護師数 | 一人あたり 薬剤費(PPP米ドル) |
| -------- | ------------------------- | ------------- | ---------- | ----------------------- | --------------------- | ------------------------- | ---------------------------- |
| 日本     | 14.0                      | 34.7          | 15.0       | 2.0                     | 14.9                  | 9.0                       | 405                          |
| OECD平均 | 3.7                       | 9.6           | 6.3        | 3.3                     | 65.6                  | 8.8                       | 342                          |
| 上位国   | 14.0                      | 34.7          | 25.6       | 4.9                     | 109.6                 | 15.4                      | 525                          |
| 下位国   | 1.7                       | 4.1           | 0.0        | 1.5                     | 14.9                  | 1.8                       | 110                          |

### 医師数調査
医師法第6条第3項に、医師は、2年ごとの年の12月31日における、氏名、住所、医業に従事する者はその住所、従事する診療科名等の事項を届け出ることになっている。その集計結果が翌年12月に厚生労働省から公表されており、医師数、年齢構成、病院・診療所別分布、都道府県別分布等を知ることができる。平成20年度医師数調査では平成20年12月31日の全国の届出医師数は28万6699人（男23万4702人,81.9%、女5万1997人,18.1%）、平成18年度調査から8772人,3.2%増加している。人口10万人あたり224.5人で、前回調査から7.0人増加している。10年ほど減少していた産婦人科、産科、外科の医師数が増加に転じた。なお今回から新しい診療科名での統計となっている。
ただし、日本の医師数はアメリカのように医師数をフルタイム勤務の医師1人で換算し、医師免許があっても働いていない人はカウントしないようなことはしておらず、働いていない医師でも医師免許をもっていれば医師数にカウントしている。このことにより、結婚で家庭に入った女医や高齢で引退した、医師免許を所持しているだけで働いていないような医師が医師数にカウントされていることが予想されている。さらには厚生労働統計は医師が死亡しているかどうかを把握しておらず、死後に遺族から医師免許が返納された分だけをマイナスしているため、すでに死亡している医師がカウントされている可能性もある。
日本医師会からは医師会会員数が12月に発表されるが、平成21年12月1日の会員数は16万6883人であり、これがおおよその開業医数と考えられる。

### 医師過剰
医師過剰を懸念し、医師数抑制を最初に提起したのは厚生省ではなく、当時、超法規的強権を発揮していた第二次臨時行政調査会だった。具体的には、臨時行政調査会が1982年7月にまとめた「行政改革に関する第3次答申-基本答申-」の中で、「社会保障」の「医療費適正化と医療保険制度の合理化等」の項の「医療供給の合理化」の2番目に「医療従事者について、将来の需給バランスを見通しつつ、適切な養成に努める。特に、医師については過剰を招かないよう合理的な医師養成計画を樹立する」と提言した。これを受けて、政府は同年9月の閣議で医師・歯科医師の養成計画について検討することを決定し、医師抑制策が政府決定となった。またそれ以前から、医師出身の医系議員が国会で医師過剰論を唱えていた。多くのマスコミも疑問を投じることなく「医師過剰」を事実として報道した。しかし、「医師過剰」の数字は1948年の医師数算定法に定められた「標準医師数」を根拠としており、1980年代の医療現場の実情に基づくものではなかった。当時の日本の対人口医師数は既にOECD諸国平均より低く、その後も他の先進国との差は広がっている。日本の対人口医師数が他の先進国の平均に追いついたことは未だかつてない。

### 医療費抑制政策
日本国内においては、医学部を卒業し医師国家試験に合格することにより医籍に登録され、医師として活動することが出来る。もし、その数が増えすぎた場合、医師及び病院の間で過当競争が生まれてしまう。1975年前後に各県一医大の構想及び私立新設医学部の急増により医学部入学定員が大幅に増やされ逆に現実的に医師過剰が危惧されたため、1984年以降、医学部の定員が最大時に比べて7％減らされることになった。この背景には、当時の厚生省保険局長・吉村仁が提示した「医療費亡国論」があったとされる。開業医中心の日本医師会もこの政策に同調した。

### 日本医師会、厚生労働省の見解の変容
医療費抑制政策に転換以降、厚生労働省は長らく、1948年の医師数算定法に定められた「標準医師数」に基づき「医師過剰」を報告し続け、2006年までは「医師不足はなく、偏在しているだけである」という見解を守り通していた。しかし、2003年からの新臨床研修医制度の影響などもあって、地域医療の崩壊（医療崩壊）が現実化するなかで、現場の勤務医の訴えが国民の耳に届くようになり、日本医師会も2007年2月になって「医療提供体制の国際比較」を発表し、「日医は偏在が医師不足の主たる原因であると言ってきたが、それに加え、絶対数も十分ではないことがわかった」として、それまでの方針を転換。厚労省高官もまた2007年に入ると医師の絶対数の不足について言及するようになった。そして、ついに、2008年6月、舛添要一厚労相のもと「安心と希望の医療確保ビジョン」が打ち出され、「医学部定員削減」閣議決定の見直しとともに、医師養成数の増加の流れが確かなものとなった。

## 日本の医師不足の原因
日本の医師不足は以下の9点にわけて記載する。
- 医師の絶対数の不足
- 外来患者数に対する医師不足
- 病院での必要医師数の不足
- 地域偏在による不足
- 診療科に属する医師の需給不均衡による不足および医学部医学科の高額な学費
- 給与レベルに属する医師の偏在による不足
- 業務量増大による医師不足
- 集約化不足による医師不足

### 医師の絶対数の不足
日本国内における医師の数は2005年現在、約29万人と言われている。この数値は、人口千人あたりでみると、OECD加盟国の平均以下であり、OECDの平均と比較すると医師数の絶対数は大きく不足している。
OECDデータによる人口当たりの医学部養成数（卒業生）では、日本はOECD諸国で最低レベルであり、厚生労働省などでの医師需給に関する議論では触れられない。
日本で最も人口あたりの医師数が多い京都府でも、人口千人あたり2.7人で、OECD加盟国平均の3.0人に達しておらず、最も少ないのは埼玉県で、人口千人あたり1.5人である。しかも日本の場合、就業の実態を問うことなく医師免許所有者をすべて医師数に含めており、実際に医療にフルに従事しているのは、21万3000人にすぎない。
この数値を人口千人あたりでみると、OECD諸国で68位の大韓民国（これとは別に韓医者がいる）や69位のクウェート（人口が都市集中で国土の９割以上が人口希薄地帯なので医師が都市集中で地方不在でも問題ない、また隣国のサウジアラビアに医療を受けに行くという選択肢がある）と同水準になってしまう。
また女性医師が増えてはいるものの、結婚、出産、子育てなどと医療との両立させる環境が整っていない場合が多く、結果として臨床の現場に復帰できずに家庭に入ってしまうケースもあり、現場に出ている医師数の減少に拍車を掛けている。
よく、医師数自体は増えているといわれるが、長年に続く医学部定員抑制の結果、微増してるのは44歳以上の医師と、医師免許をもってるだけで医療行為はしていない退職した元医者であり、若手の医師はまったく増えていないのが現状である。

### 外来患者数に対する医師不足
日本の医療は「フリーアクセス」であるため過剰診療が指摘されており、人口一人あたりの診療回数はOECD各国中で1～2位(OECD平均の2倍)、医師一人あたりの診療回数についてはOECD各国で2位であった。患者から寄せられる共通した苦情は「3時間待ちの3分診療」であり、長い受診予約リストは深刻な問題だとOECDは報告している。

### 病院での必要医師数の不足
従来地域の総合病院が医師を確保する方法として、医局の人事による派遣が主であった。病院は医局から送られてきた医師を直接雇用し治療に当たってきた。医師の交代などの人事権は各科の医局の一存で決まっていた。このシステムによって地域の総合病院の人的資源は維持されていたが、その非民主主義的な側面を問題としたマスコミや官僚により医局解体が取りざたされるようになった。そして、2004年4月からの新医師臨床研修制度によって、実質的な医局解体の動きをもたらされることになった。
この新医師臨床研修制度の開始に伴い臨床研修指定病院の要件が緩和され、従来、大学病院など特定の病院においてのみ研修が可能であったのが、一般の民間病院においても研修ができるようになった。これにより、新人医師（研修医）は大学医局に属することなく初期研修を受けることができるようになり、医局の人事権は大きく損なわれることになったのである。さらに、新人医師は多彩な症例が多い病院を選択する傾向があり、薄給で直接医療と関係のない下働きが多いとされた大学病院や、症例の多くない地方の病院や小さな病院での研修を避けるようになった。しかも、都市部の民間病院でも医師不足は深刻な状態にあるため、研修後も大半は地方の大学病院に戻ることはなかった。
そして、この一連の流れにより大学病院での医師が不足するようになり、大学病院は高水準の医療を維持するために地方の病院に派遣していた医師を引き上げる結果となった。こうして地域の総合病院などから医師が引き上げられたことで、地域病院の診療科が次々と閉鎖に追い込まれるなどの問題が日本国中で生まれるに至った。

### 地域偏在による不足
日本の医師不足を語る際に僻地医療という切り口があるが、北海道釧路市のように県庁級都市であっても深刻な医師不足状況にあるという問題にも着目しなければならない。道東は釧路、根室、十勝、網走を包括するエリアで面積にして四国島の二倍、人口100万を数える地域である。ここでが釧路市のような都市部でも医師が足りない。日本で最も対人口医師数の多い地域でも先進国平均には達していないが、新医師臨床研修制度の問題で僻地に派遣されていた医師が医局人事により引き上げとなり、新たな補充もなく、僻地から医師がさらにいなくなるケースが生じている。そのため各病院は自力で医師を捜すことを強いられるようになった。しかし、僻地と呼ばれる病院に自主的に勤務するインセンティブはなく、結果として、地域偏在による医師の不足が顕在化し始めている。
都会の病院や地方の大病院、有名病院の方が症例数も多く、新たな技術を常に学ぶことができるなど自らのキャリア形成につながることから、やり甲斐があると思う医師が多い。居住する地域の利便性、子どもの教育環境を考え、都会の病院を選択することもある。また僻地の勤務状況によっては、ほぼ24時間365日の拘束をされる勤務を要求する病院もあり、「体が持たない」と、辞めるケースもみられるようになっている。
さらに、一部の地方病院では非常に高額な報酬を設定して医師を招聘するなどの試みが行われているものの、ときとして、求めに応じた医師に対して中傷めいた発言が市議やマスコミからなされる。こうした社会的要因もまた、医師の就業環境を低下させ、医師の着任や定着を阻む要因となっている。たとえば、2006年に尾鷲総合病院に迎えた産婦人科医師との交渉が決裂した原因について、尾鷲市の伊藤允久市長（当時）は、報酬額の折り合いではなく医師の高額報酬に対する中傷が原因との見解を示し、当該の医師もそうした中傷を耳にして「残る気持ちをなくした」と述べた。
地方同士で比較した場合、県民経済計算で福島県は大分県のおよそ1.5倍の経済規模を持ち、県民総生産も県民所得も医師の平均給与も福島県の方が大分県より高い。東京から2時間以内の福島は、大分より都会へのアクセスが良く、利便性も高い。しかし、人口10万人あたりの医師数は大分県の方が多い。このように、必ずしも経済、利便性、医師給与などだけでは説明の付かない地域格差もある。
医籍登録は都道府県単位で行われており、医師は登録変更をしない限り県境を越えて隣県で保険診療が出来ないという制度上の問題もある。

### 診療科に属する医師の需給不均衡による不足および医学部医学科の高額な学費
内科、外科、麻酔科、小児科、産科、救急、総合診療科は過酷な勤務状態にあり、転科したり、そもそも私立大学医学部医学科の高額な学費により志望する医学生が減ってきている、私立大学医学部医学科の高額な学費が原因で家庭の所得格差による医学生の質の低下や近年では厚生労働省や教授会の苦渋の決断により「国公立大学医学部医学科受験による多浪」や「苦学生のアルバイト等による多留年」が黙認される事例もある。医学部医学科に入学しても、医師国家試験に合格する見込みのない学生は、医師になれない学科や薬学部等に回されるケースも多く、医学生の質の低下を裏付けている。
2004年から始まった新医師臨床研修制度において2年間の間に複数の科を研修するスーパーローテート式の臨床研修が事実上義務づけられた。それまでは大学卒業後にそのまま志望科の医局に入局していた。この状況は言い換えるならば新人医師は自分の志望科の具体的な勤務状況をイメージ出来る前に選択していたのだが、研修制度により希望の有無を問わず様々な科にも診療を行う必要が生じた。そのため、志望科の過酷な医療状況を目の当たりとし、志望を変えるケースもある。特に産科は福島県立大野病院事件の影響から、「逮捕されるリスクがある」との認識が広がっており、産婦人科が産科を廃止したり、医学生が志望の選択肢から産婦人科を除外する傾向が強くなった。
また、従来の勤務医も、過酷な労働条件に耐えかねて退職や開業をしたり「フリーター化」する医師が増え、勤務条件の悪い総合病院等の特定診療科における医師不足の拍車をかけている。たとえば、女性医師の増加により、家庭と育児の両立が可能な勤務形態が望まるなか、それが実現していない科はますます不人気になり、よりいっそう労働環境が悪化するといった悪循環が見られる。
この結果（実際に医師が増えている診療科は保険適用が効かず最も高額な自由診療報酬が得られる美容外科学、美容皮膚科、高齢化で重要性の高い診療科で保険適用範囲の曖昧さにより高額な自由診療報酬にならざるを得ない訪問診療（総合診療科）や整形外科、形成外科、リウマチ科、内視鏡・内科・外科、透析科、精神科などであると一般には考えられている。）眼科等の診療科に医師が流れていると報道された。ただし日本眼科医会は、根拠のないものであるとして反論している。
2008年4月から病理診断科、臨床検査科は標榜科（診療科）になったが、そこに働く病理専門医や臨床検査専門医も絶対数が不足している。また監察医や解剖医も医師が不足している。

### 給与レベルに属する医師の偏在による不足
現在の医療保険制度では、診療報酬は医師の技量や経験と関係なく支払われる。従って、病院経営者としては給与の高いベテランの医師よりも給与の低い若い医師を雇用する方が経営上有利である。2004年に始まった新医師臨床研修制度により、医師は卒業時に地方大学を離れ、教育訓練環境の整った都会の病院を研修先として選ぶようになり、経験と技量を優れた環境で身につけることになった。これが新医師研修制度の本来の目的であったのだが、このことにより給与の安い医師が選択的に地方から減り、地方大学も若い医師を地元病院に貸し出すことができなくなり、地方病院の経営を圧迫するようになった。

### 業務量増大に対する医師不足
近年、インフォームド・コンセントなど、患者の権利と自己決定権を尊重する傾向が高まり、あらゆる処置や検査のために医師が患者にリスクとベネフィットを説明することが求められ、また、規制強化による文書類の増大が進み、医師の過剰労働と医師不足に拍車を掛けている。

### 集約化不足による医師不足
日本は国土が狭く、中核病院から100Km以上の距離にある地点は極めて少ない。また、中核病院から2時間以上の距離にある地点も少ない。一方、アメリカやオーストラリアと比較すると市民の距離感覚は非常に短く、100Km圏内、2時間圏内に中核病院があっても病院が遠すぎる、あるいは病院がないと認識する。その結果、小型の医療機関に少数の医師が分散し、各医療機関での医師充足を難しくしている。

## 医師不足対策

### 医学部増員
厚生労働省は医師不足対策の一環として国立医学部の入学者を増員することを予定している。しかし、卒業生が現場で活躍できるまでには相当の年数を要し、現在の状況が改善に向かうのはすぐには期待できない。

### 女性の待遇改善
女性医師が現場復帰しやすいように育児と両立できる職場作りが模索されている。しかし、医療現場の現実はますます厳しさを増しており、ワークライフバランスを今すぐ確立するのは現実的とは言えない。また増加した女性医師の育児-出産などに伴う実質稼動可能な医師数の減少により、さらに就業環境は更に悪化するケースもある。

### 諸外国からの招致
医師を外国、特に途上国から招致しようという動きがある。しかし、日本で医師免許を取得するためには日本語で国家試験に合格出来るレベルの語学力がなければならない。また国家試験を受ける前に日本語能力試験Ｎ１の合格、日本語診療能力試験に合格するなど、様々なハードルがあり現実的ではない。また諸外国で経験を積んだ後、来日(帰国する)場合、日本で初期臨床研修を行っていない場合、一律に初期研修を改めて受けなければいけない。アメリカ合衆国の医師免許であるUSMLEは世界50カ国に受験会場があり、日本の医師免許はそのような整備がされていないなど、制度上の遅れがある。フィリピンでは医師が、高い給与を目当てにアメリカに渡って看護師として働き、自国の医師不足を深刻化させていることが社会問題化している。
ちなみにイギリス医師会雑誌BMJによると、病院勤務の医者の平均年収は、イギリス8万ポンド強、フランス、ドイツ、スペイン、イタリアは4-5万ポンドになっている。

### コメディカルの活用
医師の業務の多様化に伴い、医師の業務の一部を看護師・介護師・事務員・検査技師などが代行できるよう制度改革を行うことが検討されている。しかし、一部の公立病院などでは正規雇用の事務員や看護師の方が長時間超過勤務をしている非正規雇用の医師より実態時給が高いため、コメディカルに医師の仕事を一部代行させることは病院経営上必ずしも有利ではない。

### 医師の需給規制
勤務医を辞めて開業した医師に一時的な病院勤務を義務付けたり、院長になるために僻地勤務経験を義務付けたり、産婦人科・小児科の研修を義務付けたり、各診療科ごとの定員を設定しようという、いわゆる医師の計画配置の提案がなされている。しかし、診療所の多くが赤字経営をしている現在、開業医にさらなる負担をかけるのは地域医療を今まで以上に疲弊させる可能性がある。地域医療や産婦人科医療を義務付けたとしても、実際に現場で必要とされている技能を身につけるために必要な年数の他科勤務を義務付けるのは現実的ではない。さらに、これ以上のリスクを付加することは医療職希望者のさらなる減少につながりかねない。また、現在、医籍登録は都道府県単位で行われており、医師は県境を越えて隣県で保険診療が出来ない。このような規制を取り払えば各都道府県ごとにすべての診療科をそろえる必要もなくなり、計画配置の必要性も低減する。

## 医師不足の影響
日本経済新聞が2008年7月6日朝刊で全国各地の中核的な病院を対象に実施した調査結果を伝えている。記事によると「回答した約550病院の約6割が2007年度までの4年間に『医師が確保できない』という理由で診療体制を縮小していたことが分かった」という。その後、復旧したのは9.7%にすぎず、大半は診療体制が縮小されたままであった。縮小された診療科は多い順に、内科(34.0%)、産婦人科(33.4%)、小児科(21.7%)、麻酔科(16.4%)、耳鼻科・耳鼻咽喉科(11.4%)、眼科(7.6%)、皮膚科(4.1%)であった。ただし、これは中核病院に限定したアンケート調査であり、小規模病院や診療所、および個人開業医の実態などは反映されていない。また医師不足により病院が閉鎖されるケースもあり(例えば三菱水島病院は運営元の経営悪化や診療報酬の改定と共に医師不足も閉鎖の原因としている)、最悪医療難民を生み出すケースも考えられる。
人工透析 小児科がない分娩できない地域が出てきた。とくに東北海道の状況は宜しくない。